# Nigel Westbrooks
Nigel Busatta Westbrooks (San Marcos, 18 ottobre 1992) è un giocatore di football americano statunitense naturalizzato britannico che gioca come wide receiver per i Berlin Rebels.